# 베게이치 수용소
베게이치 수용소(세르비아어: Logor Begejci)는 유고슬라비아 사회주의 연방공화국 세르비아 즈레냐닌 인근의 베게이치에 세르비아가 크로아티아 독립 전쟁 기간 동안 크로아티아인 전쟁포로와 민간인을 수용할 목적으로 1991년 9-10월 경 설립한 강제수용소이다. 수감자 대부분은 부코바르에서 이송된 포로이며 일부는 타 수용소에서 이송된 사람들이었다. 이 수용소에서 최소 3명이 사망한 것으로 알려져 있다. 이 수용소는 1991년 가을에 문을 열어 최대 600명을 수용하였다. 구유고슬라비아 국제형사재판소에서는 슬로보단 밀로셰비치에 대한 재판에서 대략 260명이 수용되어 있었다고 추정했다.
1991년 12월, 수감자 약 300명이 크로아티아와의 전쟁포로 교환 협정을 통해 석방되었다. 수용소의 수감자들은 마굿간 같은 곳에 살면서, 국제 적십자 위원회의 담요 지원을 받기 전까진 난방 없이 살아가야 했다고 증언했다.
세르비아의 기자 다니차 부체비치는 2003년 수용소에 관한 보도로 저널리즘 상인 조란 마물라 상을 수상했다.